# Idalia
Idalia ist ein Beiname der Aphrodite, der lediglich in der römischen Literatur gebraucht wurde.
Der Beiname stammt von der Stadt Idalion auf Zypern, das ein Heiligtum der Göttin besaß und in der Antike vornehmlich wegen dieses Heiligtums bekannt war. Theokritos nennt Aphrodite im 3. Jahrhundert v. Chr. Gebieterin, die Idalion liebe. Idalion als mit Aphrodite – oder ihrer römischen Entsprechung Venus – zusammenhängende Ortsbezeichnung findet sich ebenfalls in der Aeneis Vergils, der sie als einziger auch Venus Idalia nennt. Bei Ovid begegnet sie als dea Idalia. Das ihr geheiligte Toponym zur Kennzeichnung der Göttin setzt auch Catull ein.
Das Heiligtum der Göttin befand sich auf der Akropolis von Idalion, seine Ausgrabung erbrachte zahlreiche Statuetten aus Stein und Terrakotta archaischer, klassischer und hellenistischer Zeitstellung. Münzen der Stadt trugen das Bild der Aphrodite.